# Las Meninas (Picasso)
Las Meninas es una serie de 58 pinturas que Pablo Picasso pintó en el año 1957, y en las que realizó un análisis exhaustivo, reinterpretando y recreando varias veces Las meninas de Diego Velázquez. Parte de la obra se encuentra en el Museo Picasso de Barcelona. Se sabe que llegó a vender la primera y segunda interpretación de Las meninas a la coleccionista estadounidense de arte Peggy Guggenheim, dueña de la galería Art of this Century. Se trata de un estudio de obra muy extenso, que consta de 58 interpretaciones de la obra, nueve escenas de un palomar, tres paisajes y un Retrato de Jacqueline.
El mismo Picasso entendía toda esta serie como un conjunto, y como tal la donó al museo barcelonés en mayo de 1968, en memoria de Jaime Sabartés, fallecido el mismo año. Es famosa la frase de Picasso dicha a Sabartés en 1950:

Si alguien se pusiese a copiar Las meninas, totalmente con buena fe, al llegar a cierto punto y si el que las copiara fuera yo, diría: ¿Y si pusiera esta un poquito más a la derecha o a la izquierda? Yo probaría de hacerlo a mi manera, olvidándome de Velázquez. La prueba me llevaría de seguro a modificar la luz o a cambiarla, con motivo de haber cambiado de lugar algún personaje. Así, poco a poco, iría pintando unas Meninas que serían detestables para el copista de oficio, pero serían mis Meninas.
Picasso, 1950.

## Picasso y Velázquez

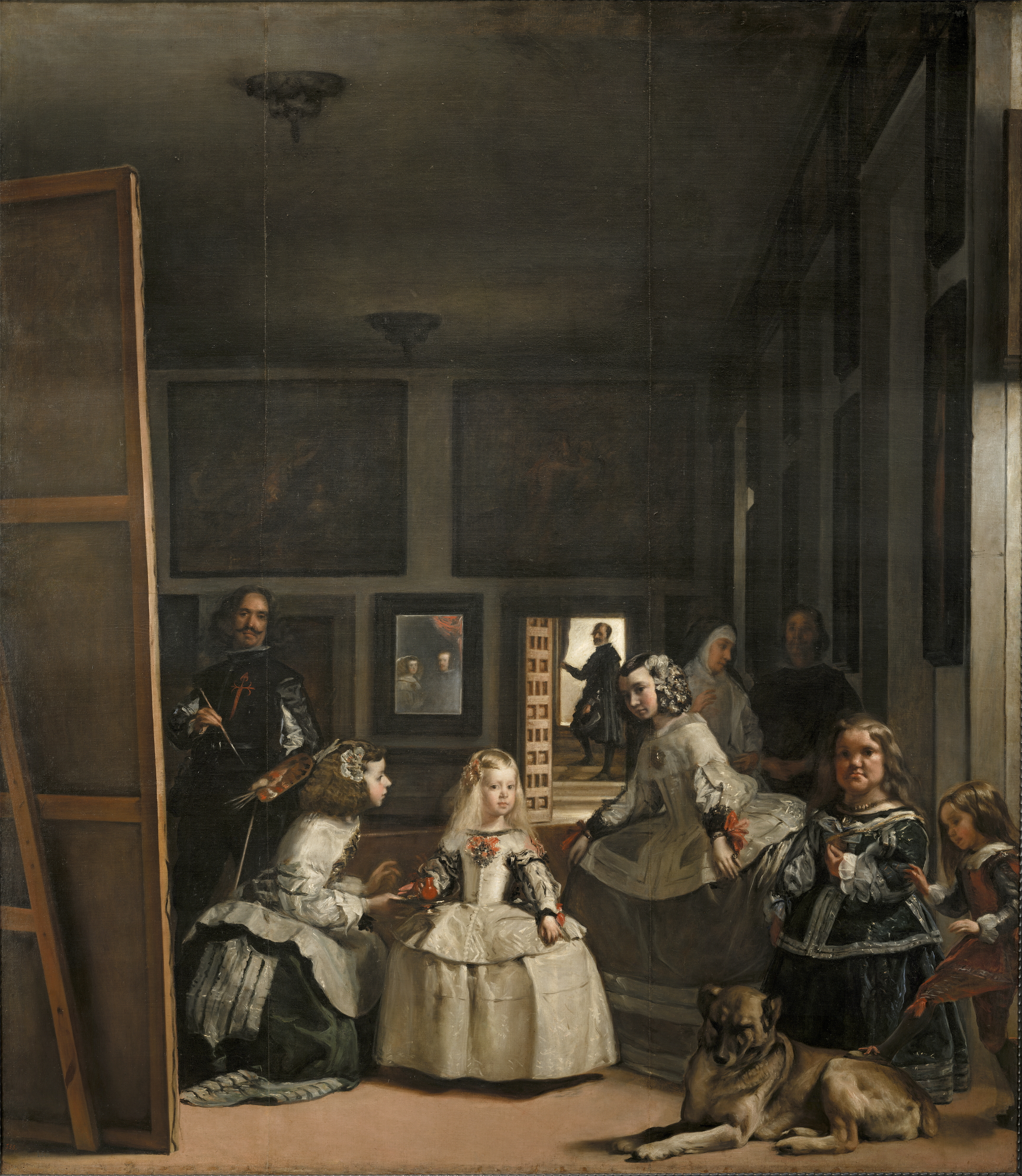
Las meninas del pintor del Siglo de Oro español Diego Velázquez.

Picasso fue un gran admirador de la obra de Velázquez durante toda su vida. A finales del siglo XIX, Velázquez era considerado un pintor de referencia. A la entrada del Museo del Prado se colocó una escultura con motivo del tercer centenario del nacimiento de Velázquez en implícita respuesta a la estatua realizada por Emmanuel Frémiet y colocada delante de la fachada oriental del Museo del Louvre en 1892. En aquella época, pintores como Ramón Casas y revistas como Pèl & Ploma reivindicaban públicamente la figura del maestro. En 1895 Picasso realizó algunos esbozos con versiones o detalles de obras del maestro, actualmente conservados en el Museo de Barcelona.
La primera vez que Picasso vio una obra de Velázquez cara a cara fue durante el verano de 1895, cuando visitó el Museo del Prado con trece años, en un viaje entre La Coruña y Málaga. Según dijo el mismo Picasso: «Tuve la oportunidad de enfrentarme, por primera vez, a mis ídolos. Me esperaban en el Museo del Prado. Desde entonces me quedó fijado en las retinas, de una manera obsesionante, el cuadro de Velázquez Las meninas. Creo que ya tomé, aunque fuera en el subconsciente, la decisión de realizar mi versión de Las meninas. Que son las que ahora se encuentran, como donación, en Barcelona». El artista aprovecharía la visita para dibujar un par de bocetos de las cabezas de los personajes de El bufón Calabacillas y El niño de Vallecas. Una vez en Barcelona también pintaría obras basadas o inspiradas en la pintura de tradición española, como La cena de Emaús y el Cristo crucificado.
Dos años más tarde, en octubre de 1897, Picasso se instaló en Madrid y se registró en el libro de copias del Museo del Prado, pidiendo copiar a Velázquez, de quien hizo varios dibujos y bocetos, como Copia de un retrato de Felipe IV, pintado por Velázquez en 1652-1653, o un pequeño esbozo de Las meninas titulado Apuntes de obras de Velázquez, todos conservados en el Museo Picasso de Barcelona. Incluso, en la esquina de uno de sus croquis, conocido como Senaller, croquis y caricatures, aparece un esbozo del famoso Autorretrato de Velázquez de 1650.
Los años posteriores Picasso continuaría realizando obras donde se puede ver claramente la huella de Velázquez y de El Greco, como por ejemplo en Vieja sentada, Cabeza de mujer joven, o el dibujo que lleva el título Greco, Velázquez, INSPIRARME (diversos tipos de hortelanos). La influencia se alargaría durante gran parte de la trayectoria artística de Picasso. Se puede notar en obras muy posteriores como Retrato de Jaime Sabartés con gorguera y sombrero, de 1939, o en la litografía Retrato de Góngora de 1947. Incluso después de finalizar la serie de Las Meninas, la influencia de Velázquez todavía se observa en otras obras como Hombre sentado, o en numerosos grabados donde aparecen personajes similares.
Durante la guerra civil española Picasso, que entonces era director honorífico del Museo del Prado, volvería a ver Las meninas por última vez. Sería en Ginebra, revisando el convoy de obras evacuadas desde España.

## Historia
Durante toda su carrera artística, Picasso se inspiró en sus artistas referentes: Goya, Toulouse-Lautrec, Degas, Ramón Casas y Velázquez. Interpretar las obras maestras de sus pintores de referencia era una muestra más de la tensión que el artista mantenía entre el primitivismo y el clasicismo. Entre 1954 y 1963 Picasso realizó varias interpretaciones de obras de grandes artistas como Cranach, Courbet, Grünewald, El Greco, Rembrandt, Delacroix, Manet, Poussin, mezclando el apropiacionismo con la voluntad de una revisión plástica de la historia del arte. Además de Las Meninas, también versionó obras como De vuelta del bautizo de Le Nain en el año 1917, Mujeres de Argel de Delacroix, Le Déjeuner sur l'Herbe de Manet o El rapto de las Sabinas, entre otros, produciendo diversas series o suites.

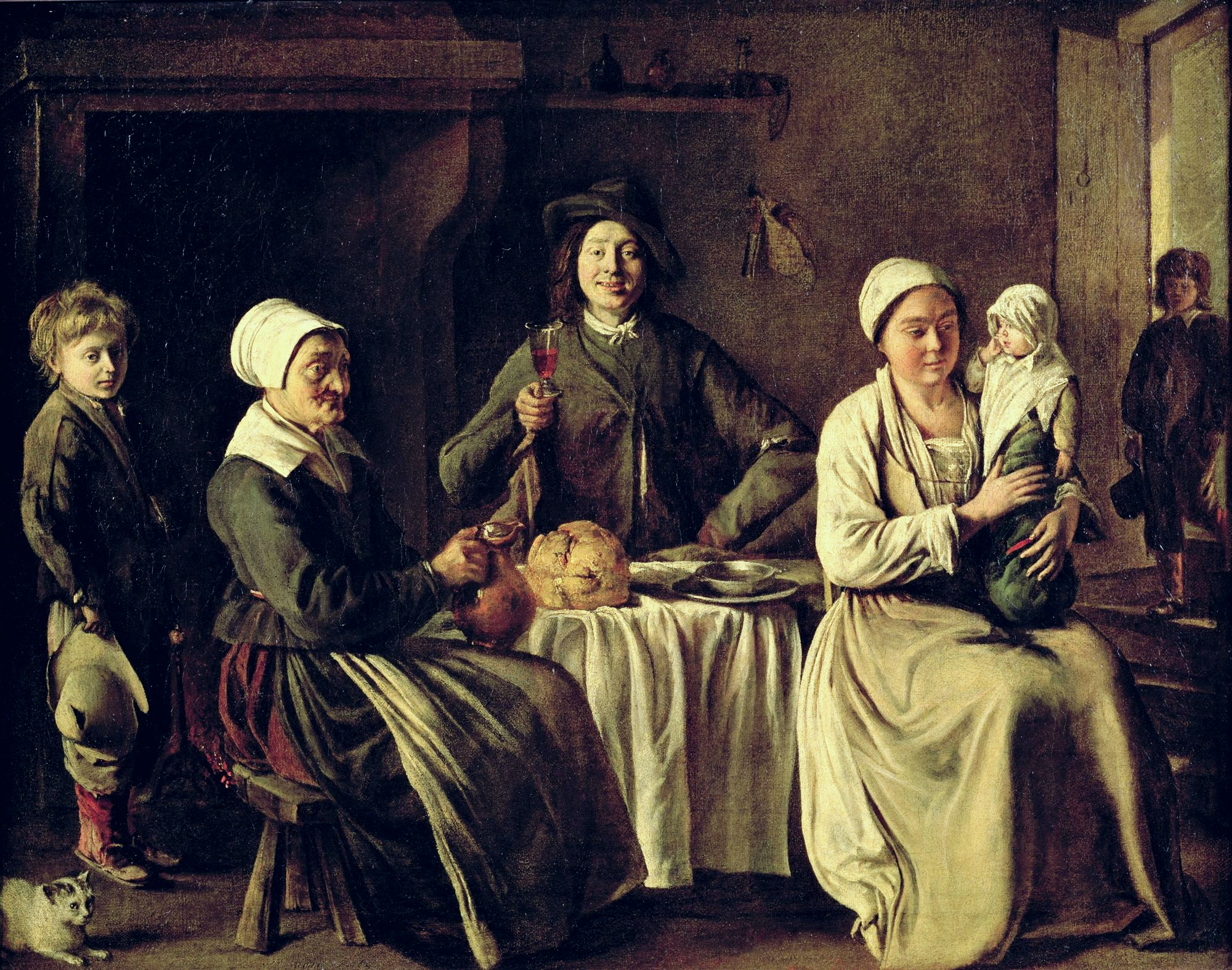
De vuelta del bautizo, de Louis Le Nain. Óleo sobre tela (1642) Museo del Louvre.
Mujeres de Argel, de Eugène Delacroix. óleo sobre tela (1834) Museo del Louvre.
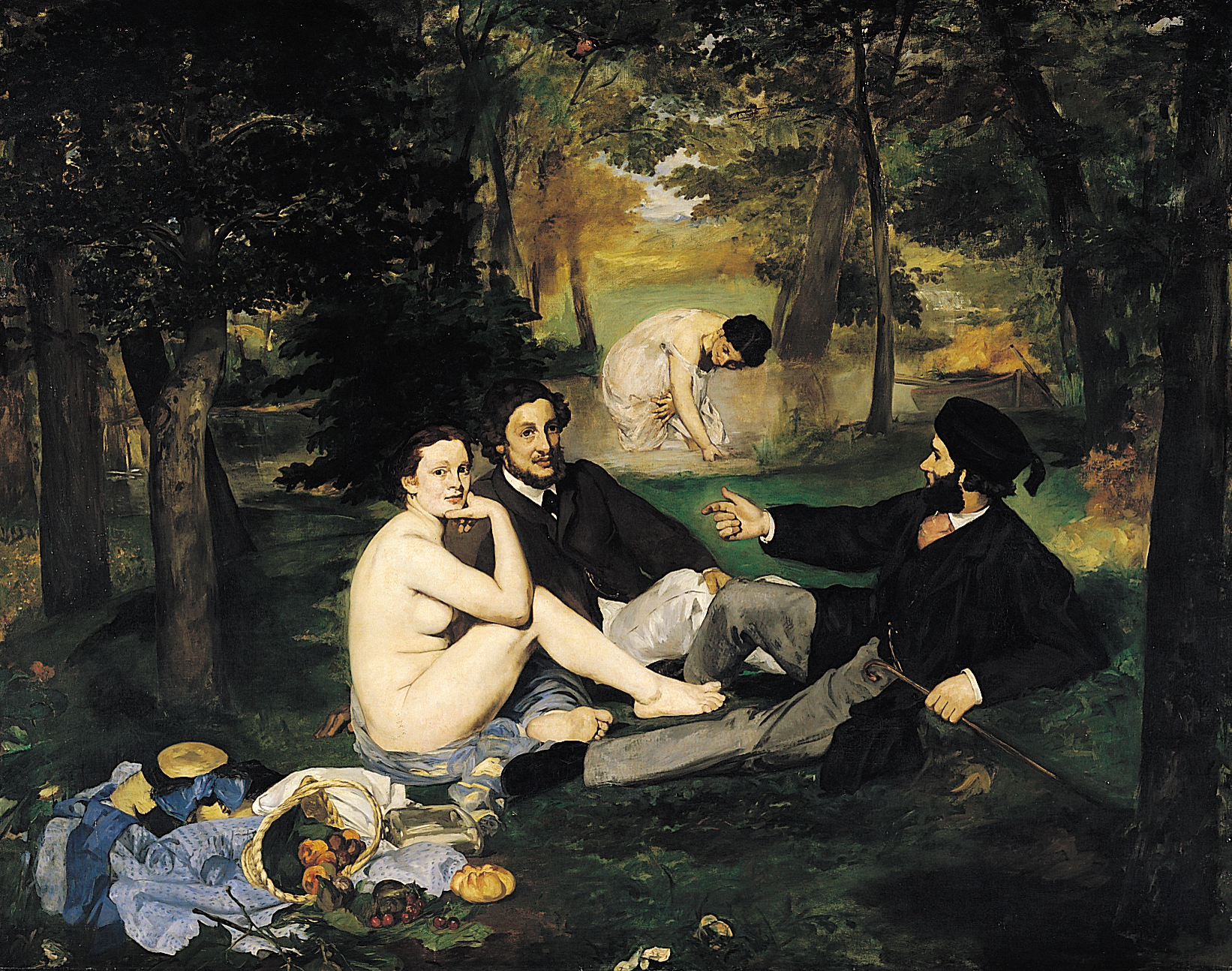
Le Déjeuner sur l'Herbe , de Édouard Manet. Óleo sobre tela (1863) Museo de Orsay.
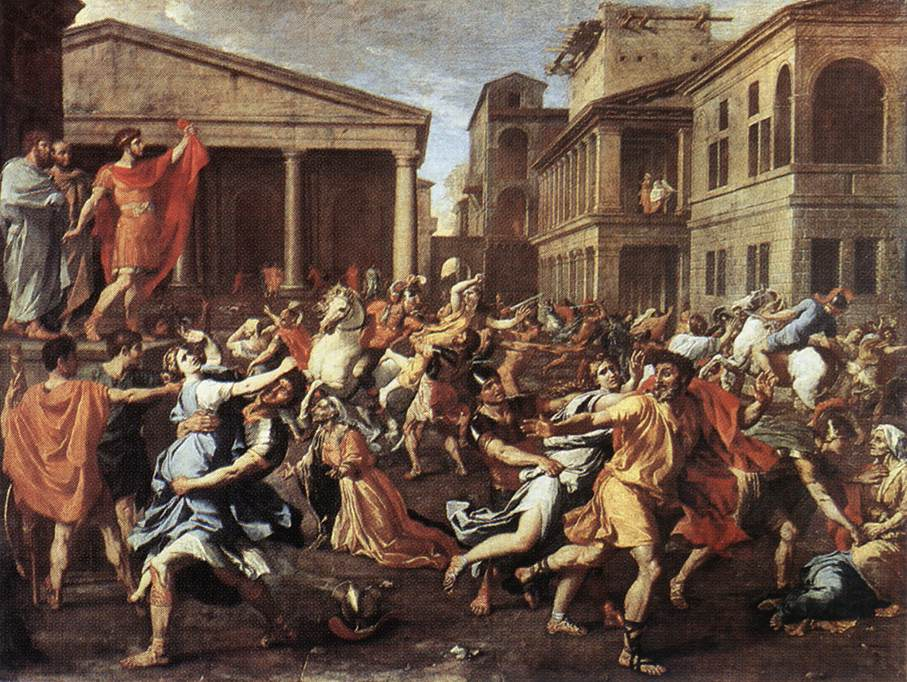
El Rapto de las Sabinas, de Nicolás Poussin. Óleo sobre tela (1637) Museo del Louvre.

El 17 de agosto de 1957 Picasso comenzó una serie con 58 interpretaciones de Las Meninas de Velázquez en su casa de veraneo, «La Californie», ubicada en las afueras de Cannes. En vez de hacerlo en su taller habitual, habilitó un nuevo estudio en la segunda planta de la casa, donde buscó el aislamiento para la producción de esta serie. Un día antes, el 16 de agosto, había hecho el único dibujo preparatorio que se conoce donado por su hija Catherine Hutin al Museo Picasso de Barcelona en el 2009.
Para realizar esta serie, Picasso encargó a Sabartés que le consiguiera una ampliación fotográfica en blanco y negro de la obra de Velázquez, así como documentación diversa.
Entre agosto y octubre no invitó a nadie a su taller. Las personas que lo contactaron durante ese tiempo le recuerdan con un humor inquieto, como si fuera una persona poseída. Varios estudiosos señalan que, cuando Picasso pintó la primera obra de la serie, tenía el cuadro de Guernica en mente. El ritmo de producción fue muy intenso, pero irregular. Podía estar varios días sin pintar y de repente realizar tres cuadros en una sola jornada, datando minuciosamente cada una de las obras. Picasso tardó cuatro meses en pintar las 58 obras que componen la serie, la última fue realizada el 30 de diciembre de 1957.
Un año después, en septiembre de 1958, su amigo Jaime Sabartés publicaría el libro Las Meninas et la vie, explicando el proceso de creación de la serie. Entre el 22 de mayo y el 27 de junio de 1959 la serie completa se expuso por primera vez en la Galería Louise Leiris de París, propiedad de Daniel-Henry Kahnweiler.
Más adelante, la serie se expuso en diversas galerías y museos de todo el mundo: en 1960, el British Art Council organizó una retrospectiva sobre Picasso en la Tate Gallery de Londres donde, entre el 6 de julio y el 18 de septiembre, se mostró la serie completa, junto con otras obras del pintor malagueño. El conjunto de pinturas viajó a Japón, donde se expuso en diversas ciudades. En el año 1966 volvió a exponerse en París, en una retrospectiva sobre Picasso presentada en el Grand Palais.

### Donación al Museo Picasso de Barcelona

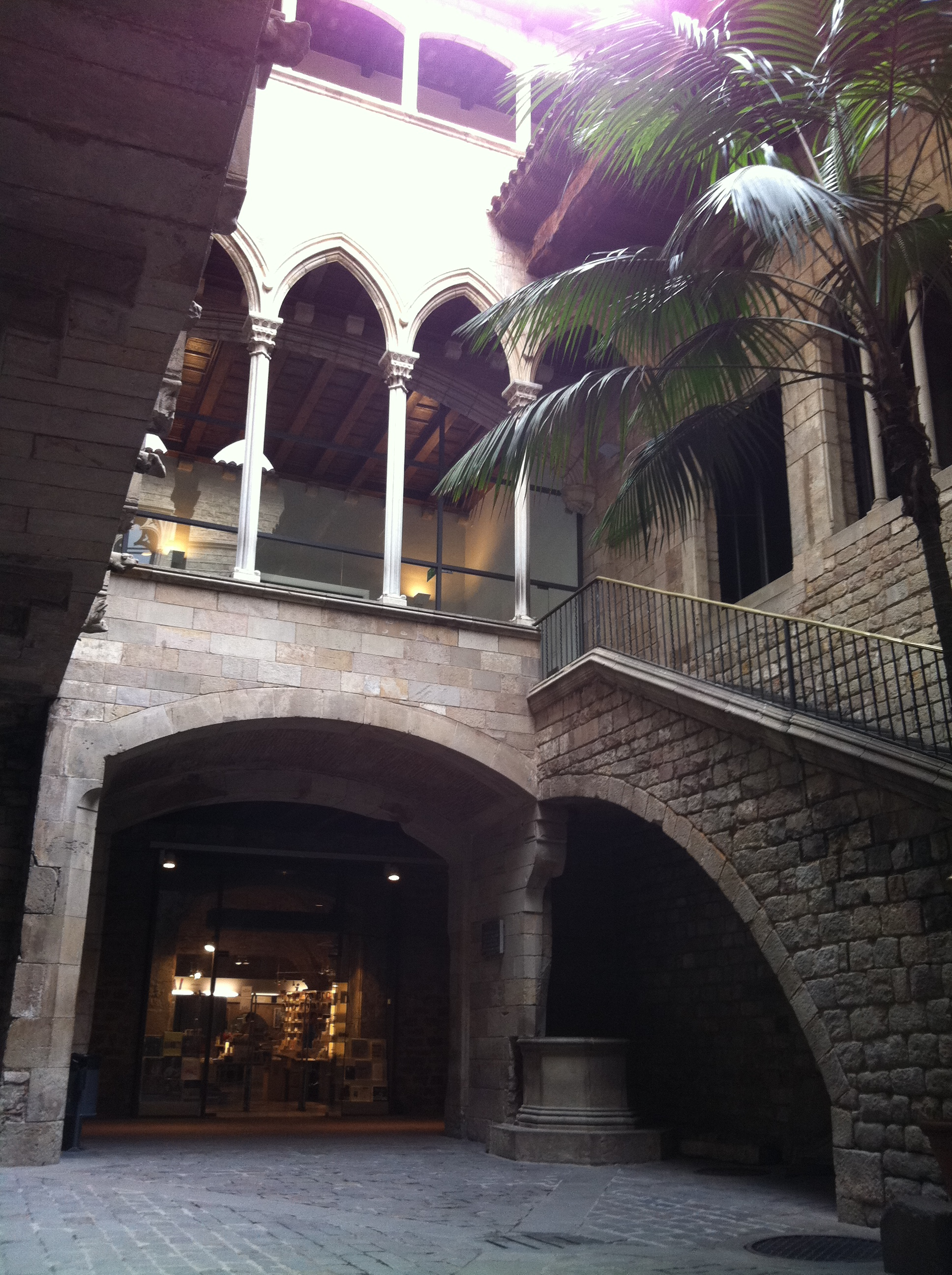
La serie se encuentra expuesta en el Museo Picasso de Barcelona.

El 13 de febrero de 1968 falleció Sabartés. Tres meses después, Picasso quiso rendirle homenaje donando al Museo Picasso de Barcelona, la serie completa de Las Meninas, así como el Retrato azul de Jaime Sabartés. Igualmente, prometió enviar una copia de cada grabado que hiciera desde entonces, dedicándolo a su amigo, como ya venía haciendo desde hacía años.
La noche del 2 de mayo de 1968, Joan Ainaud de Lasarte, entonces director general técnico de los Museos de Barcelona, recibió una llamada en la que se le citaba a una entrevista urgente con Picasso en Mougins. Enseguida partió hacia Francia, acompañado de Josep Lluis de Sicart, para hablar con Picasso y hacer efectiva la entrega. La suite salió en ferrocarril de la estación de Cannes el 8 de mayo y llegó al día siguiente a la Estación de Francia de Barcelona, desde donde las obras fueron trasladadas al museo de la calle de Montcada. El traslado, como la descarga, fueron tema de interés de la prensa y televisión. Incluso el entonces alcalde de la ciudad, José María de Porcioles hizo una rueda de prensa el día 28 explicando la llegada de las obras a la ciudad. Se trataba, según Ainaud de Lasarte, de «la donación más grande hecha nunca por un artista de renombre en vida».
Las obras, colocadas en diversas salas del Palacio Aguilar —sede del Museo—, se pudieron ver públicamente el martes 4 de junio de 1970. Días antes, el 31 de mayo, tuvo lugar la presentación oficial, donde asistieron miembros de la Junta de Museos de Cataluña, representantes del gobierno, críticos de arte y periodistas.
En 2003 se remodelaron y adaptaron los espacios interiores de la exposición permanente, creando nuevos espacios expositivos que permitieran la presencia de luz natural. Se creó la Gran Sala, cubriendo y recuperando el espacio de una terraza del Palacio Aguilar que estaba en desuso. En este nuevo espacio se instaló la serie de Las Meninas.
En 2008 se presentó la exposición temporal Olvidando a Velázquez, donde se pudo comparar las obras de Picasso con las de otros artistas también influenciados por Velázquez. Al poco de finalizar esta exposición, algunas de Las Meninas más representativas de la serie viajaron para formar parte de dos grandes exposiciones sobre el maestro malagueño: Picasso et les Maîtres, en el Grand Palais de París, y Picasso: Challenging the Past, en la National Gallery de Londres, respectivamente.
En junio de 2009, cuando las obras volvieron, se aprovechó para presentar una nueva ordenación de la colección. Se reubicaron algunas obras con un criterio cronológico y se incorporó el boceto del 16 de agosto donado recientemente por Catherine Hutin al museo. Se aprovechó para incorporar una nueva rotulación y nuevos enmarcados de las obras. La intención inicial era presentar toda la serie siguiendo un criterio exclusivamente cronológico, pero las particularidades físicas del espacio obligaron a que el Retrato de Jacqueline, los paisajes y el tema del palomar se expusieran por separado.

### Disposición y recorrido
Las Meninas de Picasso se exhiben en diferentes salas del Palacio Aguilar. En la Sala 12 se puede ver el boceto hecho el día 16 de agosto y la primera y más grande obra de la serie. En la Sala 13 se muestran los diversos análisis de la infanta Margarita. La Sala 14, conocida como la «Gran Sala», es donde se presenta la mayoría de las obras del conjunto. Los pichones, los tres paisajes y el Retrato de Jacqueline se pueden ver en la Sala 16, junto con el apartado Picasso Ceramista.
Según Malén Gual el sistema actual de presentación «permite ver cómo el artista hace una introducción progresiva del color, al tiempo que se simplifica la forma». También permite observar el uso por Picasso de la técnica de la grisalla, como hizo en sus obras Pintor y su modelo, actualmente en el Museo Picasso de París, y El taller de la Modista, conservado en el Centro Georges Pompidou.
En esta primera interpretación, pintada en un solo día, Picasso cambia el formato vertical de la obra de Velázquez por el horizontal, con el que consigue un carácter más narrativo de la historia representada. Modifica el espacio, la luz y los personajes. Cabe destacar la importancia que le da a Velázquez, representándolo con un tamaño mucho mayor, hasta el punto que su cabeza llega a tocar el techo y destaca sobre manera en su pecho la gran cruz de la orden de Santiago. En la obra original la acción se centra sobre la infanta Margarita, que aquí también mantiene un papel importante. Los rostros de María Agustina Sarmiento e Isabel de Velasco los hace con trazos angulosos, que contrarrestan con las caras redondas con las que dibuja a la infanta Margarita y a los enanos Mari Bárbola y Pertusato. A Marcela Ulloa y su acompañante Diego Ruiz Azcona los muestra como personajes fantasmagóricos, puestos dentro de una especie de féretros.
Picasso resalta los ganchos del techo, dando la sensación de una sala de torturas, mientras que en el original de Velázquez pasan casi desapercibidos (simplemente son ganchos para luces). Otro de los cambios más destacados es que Picasso le da un nuevo enfoque a la obra original al abrir los grandes ventanales de la derecha, modificando la luz y color de toda la escena. Según Palau i Fabre, lo primero que hace Picasso al enfrentarse con Las Meninas es abrir las ventanas, como hace un ama de casa cuando abre una habitación demasiado cerrada. Susan Grace opina que con esta variación Picasso le dio un empujón de tres siglos a la obra de Velázquez.

### Personajes

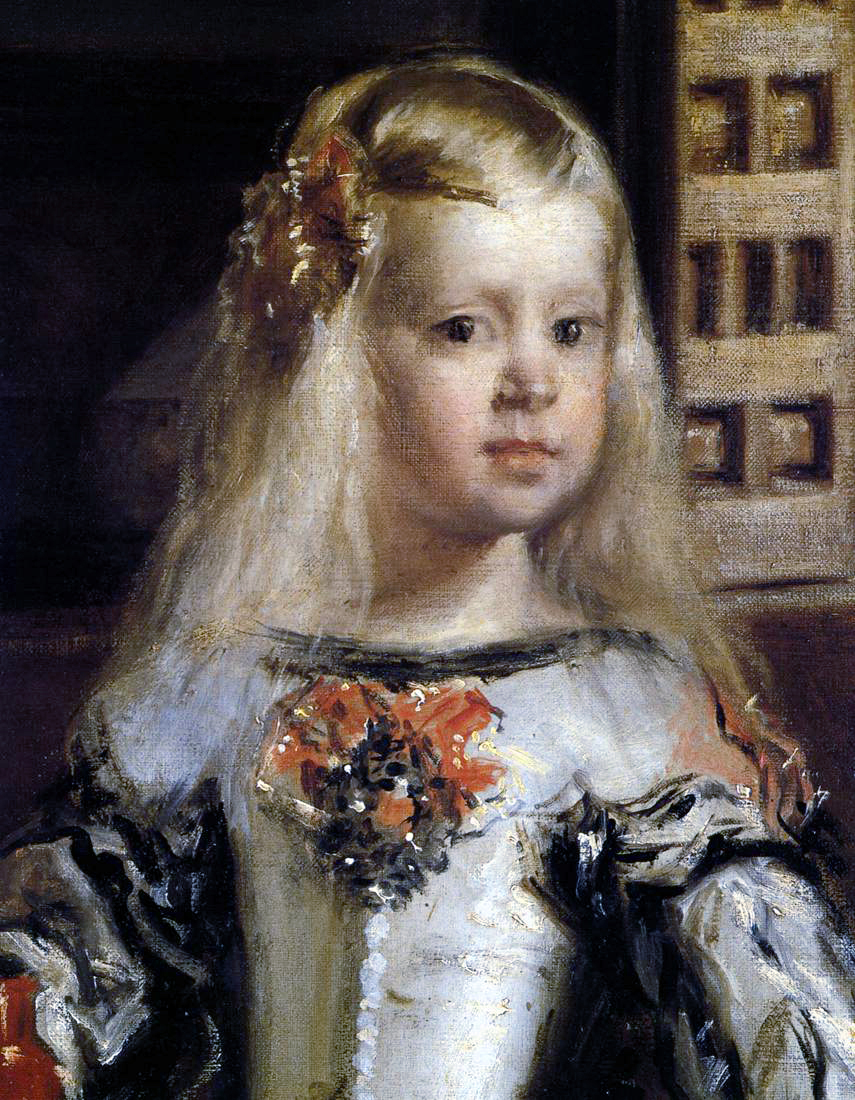
La infanta Margarita en la obra de Velázquez.

#### Infanta Margarita
Es uno de los personajes centrales del conjunto, y el que aparece más veces (catorce). Es también uno de los personajes de la familia real que más veces retrató Velázquez; ello se debe a que, desde muy joven, la infanta estuvo comprometida en matrimonio con su tío materno, Leopoldo I, que vivía en Viena, y los retratos de Velázquez servían, una vez enviados, para informar sobre el aspecto de la joven. La infanta fue retratada por primera vez cuando no había cumplido aún los dos años. La obra original se conserva en el Museo de Historia del Arte de Viena y se considera como una de las joyas de la pintura infantil. Cuando se pintaron Las Meninas, la infanta tenía cinco años. Se cree que algunos de los retratos que le dedicó Picasso podrían tener cierta influencia de la obra Retrato de Margueritte, pintada en 1907 por Henri Matisse. Dependiendo de la obra, Picasso la retrató de cuerpo entero, sólo el busto, el torso, o de medio cuerpo. En estas obras, el pintor malagueño analizó las sutiles dislocaciones en la mirada del personaje mediante formas planas y geométricas. Las primeras interpretaciones están hechas con una paleta básica de grises, y progresivamente incorporó colores primarios y secundarios en telas de pequeño formato. En los primeros retratos, la niña mira a la derecha, en vez de mirar al espectador, y progresivamente va centrando la mirada.

#### Isabel de Velasco
Era la dama de honor de la infanta Margarita, hija del conde de Fuensalida. En la pintura de Velázquez aparece en una actitud de alerta en relación con la infanta. Picasso la retrató en cinco ocasiones entre el 9 de octubre y el 30 de diciembre, y le dedicó la última obra de su serie. Se trata de un retrato de cuerpo entero donde el pintor utiliza una paleta de colores muy clásica, con tonos marrones y apagados y con unas pinceladas más fluidas y relajadas; ello supone un acercamiento a las características de la pintura de Velázquez. En los otros retratos, Picasso se concentra en retratar su actitud. Palau i Fabre dice que «son como un 'guiño' al movimiento y a los reencuadres del mundo de la fotografía y el cine».

#### María Agustina Sarmiento
Dama de honor, María Agustina era hija de Diego Sarmiento de Sotomayor, III conde de Salvatierra. Contrajo matrimonio con el conde de Peñaranda. En la escena original está ofreciendo agua a la infanta, a la vez que hace una ligera inclinación ante él. Entre el 20 de agosto y el 17 de noviembre Picasso la representó en cinco obras, siendo su retrato del 20 de agosto la primera obra de la serie donde el maestro empleó el color. La última obra que Picasso le dedicó es un retrato de cuerpo entero, donde utilizó los mismos tonos que en el resto de sus apariciones, verdes, marrones y grises.

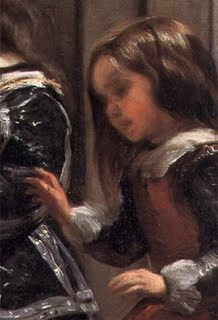
Detalle de Pertusato en la obra de Velázquez.

#### Nicolasito Pertusato
Fue un enano de origen milanés que llegó a ser ayudante de cámara del rey y murió a la edad de setenta y cinco años. Una de las obras más destacadas donde aparece Pertusato es El piano, donde está representado como pianista. Según Ronald Penrose, Picasso le confesó que había «visto» al chico con un piano y que no paró hasta que lo pintó. Se trata de una obra con tonos muy cálidos donde se incorpora un elemento —el piano—, inexistente en la obra original, pero que mantiene a Pertusato en una postura muy similar a la de la obra de Velázquez. En esta pintura también se puede ver el perro de Picasso. Palau i Fabre plantea que Pertusato como pianista es un guiño al ballet de Las Meninas donde el pintor conoció a Olga Khokhlova, su primera mujer.

#### Diego Velázquez
El pintor aparece en varias obras, ante un gran lienzo y con la paleta y el pincel en sus manos. El emblema que luce en el pecho en la obra original fue pintado posteriormente cuando, en 1659, le nombraron Caballero de la Orden de Santiago. En su serie, Picasso lo magnífica o lo elimina dependiendo del conjunto, dándole presencia o haciéndolo desaparecer de su propia obra. Grace dice que Velázquez aparece en Las Meninas de Picasso en un proceso de disolución, ya que el malagueño lo ha suplantado como autor.

#### Otras composiciones
Picasso ejecuta el conjunto en varias ocasiones. El día 4 de septiembre sintetiza a Velázquez en dos ocasiones, mezclando fondos oscuros con personajes muy coloridos. Entre las obras 28 y 39 se producen las composiciones más complejas de toda la serie. Son obras de dimensiones considerables, donde Picasso juega a incorporar y eliminar al artista, donde vuelve a retratar todo el conjunto y a centrarse sólo en algunas «Meninas» determinadas, alternando la creación de las composiciones más barrocas con las más simplificadas de toda la serie. Palau i Fabre comenta que, en el fondo, el verdadero protagonista de este experimento es el uso y transformación del espacio.

#### Otros personajes
Mari Bárbola (María Bárbara Asquín). Enana hidrocéfala, que a la muerte de su señora, la condesa de Villerbal y Walther, pasó a formar parte del servicio de Palacio «con paga, raciones y cuatro libras de nieve durante el verano». Aunque en la obra de Velázquez aparece haciendo una especie de mueca, Picasso la interpreta en varias ocasiones con una sonrisa. No le dedica ningún retrato, pero sí juega con ella en los conjuntos que realiza a finales de octubre pintando el vestido de color azul, inexistente hasta el momento en la serie.
Felipe IV y su esposa Mariana de Austria aparecen reflejados en un espejo, colocados en el centro de la obra. Picasso los retrata en pocas ocasiones. En el primer conjunto se les vislumbra al fondo, pero en otras composiciones aparecen representados como simples puntos o son reemplazados por un recuadro pintado en el lugar que ocupaba el espejo.
Perro. En la obra de Velázquez se puede observar en primer término, un mastín español perteneciente a la familia real, en actitud de reposo, sin inquietarse al notar sobre él el pie de Pertusato. Picasso lo cambio por su perro, Lump, un dachshund que le había regalado su amigo y fotógrafo Douglas Duncan. En las diversas interpretaciones lo retrata de color blanco, marrón o gris, dependiendo de la versión, y lo sitúa a la derecha de la acción, en el centro o incluso a la izquierda.
Marcela de Ulloa y Diego Ruiz Azcona. En el original Marcela aparece en segundo término con vestido de viuda por la muerte de Diego de Portocarrero. Es la encargada de cuidar de todas las doncellas que rodeaban a la infanta Margarita. En la escena mantiene una conversación con otro personaje, Diego Ruiz Azcona, que se encuentra medio en la penumbra, y que no está nombrado en la relación que hizo Antonio Palomino. Picasso retrata a esta pareja en varias obras de la serie, reduciendo su expresión a simples prismas con un asterisco o una cruz que forma sus caras, convirtiéndolos en testigos de la escena.
José Nieto Velázquez. Este personaje era aposentador real por parte de la reina, como lo era el propio pintor por parte del rey. En la pintura queda situado al fondo, junto a una puerta abierta por donde entra la luz exterior. Según Palau i Fabre, en las versiones de Picasso José Nieto va hacia la luz: «Se escapa».

### Palomos
Algunos estudios realizados sobre los palomos y los paisajes, como los de Claustre Rafart, consideran estas obras como una vía para oxigenar al artista. Las palomas son unos de los animales preferidos del pintor. Rafart plantea que quizás el palomo negro que aparece en varias de las obras es un paráfrasis de la figura de José Nieto en Las meninas de Velázquez. Palau i Fabre defiende que son un retorno a la vida exterior, un referente de luz que explica el mundo Mediterráneo y que sitúa la obra de Picasso en contraposición al entorno oscuro y asfixiante de los alcázares madrileños. Es por ello que en los diversos cuadros donde aparecen Los palomos se puede ver cómo el artista trabaja la luz a diversas horas del día. Estudios más recientes, como el de Sonia Villegas, plantean estas obras como un continuum absolutamente complementario y plantea que no se puede entender Las Meninas sin los palomos, y viceversa. Malén Gual, a su vez, comenta que, pese a parecer a simple vista un conjunto ajeno a la serie, «un análisis detallado de la composición indica su importancia en el devenir del proceso», ya que se pueden encontrar relaciones entre las formas geométricas del palomar y algunas de las interpretaciones de conjunto.
Durante su carrera, Picasso usó la figura de la paloma para universalizar el símbolo de la paz. En 1949 Picasso diseñó una litografía donde aparecía una paloma blanca como símbolo de «Paz» con motivo de un congreso celebrado en París. Grace también destaca que en esta parte de la serie Picasso juega con la dualidad entre el cuadro y la ventana, como ya lo había hecho anteriormente homenajeando a Matisse; ese juego con el interior y el exterior será un tema recurrente durante toda su carrera, y es muy importante en esta serie. Incluso plantea que en algunas obras los palomos situados en la base del cuadro recuerdan o parodian el conjunto de Las meninas.

### Paisajes

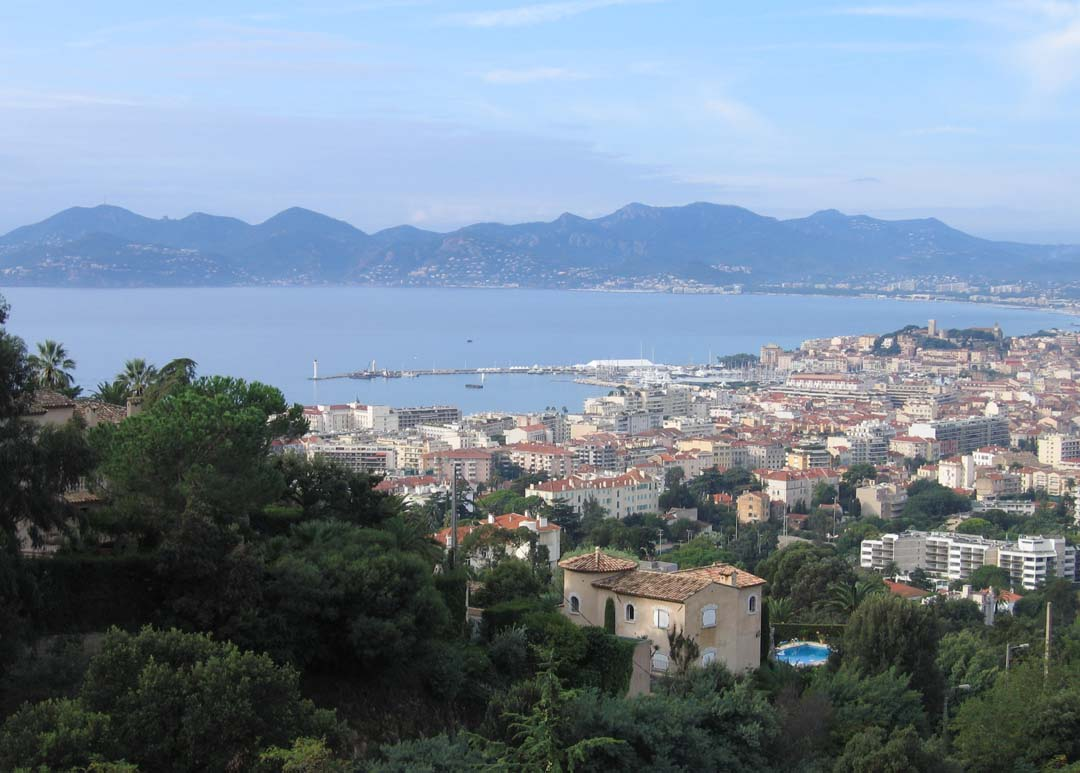
Vista general de Cannes desde el barrio de La Californie.

Los tres paisajes fueron pintados íntegramente el 2 de diciembre. Se trata de vistas de su jardín privado. Análisis anteriores de la obra planteaban que Picasso intentó descansar de su propio trabajo con estas obras, con la vista hacia el exterior y fijándose en lo que veía a través de la ventana. Estudios más recientes plantean que los «paisajes» son una manera de comparar la oscuridad del Alcázar con la luz del Mediterráneo: un análisis también utilizado en la composición de los «palomos».

### Jacqueline
El Retrato de Jacqueline es una de las últimas obras de la serie. Picasso hizo un retrato de Jacqueline —uno de los aproximadamente doscientos que le dedicaría a lo largo de su vida— en agradecimiento por todo el apoyo que le dio durante el proceso creativo de esta serie. Se trata de un cuadro donde aparece pintado un marco de color amarillo y blanco, con unos colores de fondo vivos, rojo, azul y negro, donde Jacqueline aparece con un pañuelo verde. Se cree que es un guiño a la figura del espejo que aparece en la obra de Velázquez, ya que Jacqueline fue la única persona que lo observó durante los meses que estuvo pintando la serie, al igual que los reyes Felipe IV y Mariana contemplaban a Velázquez mientras trabajaba. Palau i Fabre lo compara con un retrato de Ariadna, de una «antimenina». Según Malén Gual, la ubicación actual de la obra dentro del museo «es una paráfrasis del reflejo de los Reyes en el espejo y un homenaje a la mujer del artista, supone el clímax de la serie y el nexo de unión con el conjunto de cerámicas donadas al museo por la propia Jacqueline Picasso.» El 10 de marzo de 1959, dos años después de finalizar la serie, Picasso pintaría aún otro dibujo basado en Las Meninas: Retrato de Jacqueline vestida de Menina.

## Análisis
Según algunos estudios, la serie constituye un estudio exhaustivo donde entran en juego el ritmo, los colores, el movimiento y la imaginación, sin perder el respeto a la obra original en ningún momento. Picasso fue analizando durante las cincuenta y ocho obras cómo Velázquez había tratado temas como la luz, el volumen, la ocupación del espacio o la perspectiva. Durante los años posteriores a su creación, la serie de Las Meninas de Picasso ha sido objeto de estudio y de análisis por decenas de historiadores del arte, literatos e incluso filósofos. Aquí se recogen algunas interpretaciones:
- John Berger criticó fuertemente a Picasso cuando en 1965 escribió: «Ya no tiene nada propio que decir. Por ello retoma los temas de los cuadros de otros pintores.»[70][71]
- Jonathan Brown comenta que documentar la obsesión de Picasso por los maestros españoles no es nada difícil, pero sí lo es evaluar el impacto que estos tuvieron en su obra.[72] Para Brown Las Meninas son el resultado de un coloquio vitalicio de Picasso con sus «padres artísticos».[73]
- Alexandre Cirici, a su vez, publicó un artículo en la revista Serra d'Or donde comentó las diferencias entre ambas obras, analizando el color, el grafismo, la libertad. Cirici argumenta que Picasso representa en la infanta Margarita como: «la mujer pura, símbolo de la limpieza de corazón y de la no violencia, de la humanidad espontánea. A su alrededor, está el mundo del absolutismo, hecho de orgullo, de bajas, de aprovechamiento y de violencia». También interpreta que los balcones son el contrapunto luminoso del absolutismo de la meseta. El escritor cita la frase de Picasso: «En Madrid tienen las de Velázquez, en Barcelona tendrán las mías».[74]
- Según Ainaud de Lasarte, en su artículo «Las Meninas de Picasso en Barcelona», publicado en la revista Miscelanea Barcinonensia en 1968, «esta serie es el más grande esfuerzo interpretativo nunca realizado por el pintor malagueño».
- Michel Foucault interpreta Las Meninas como: «una representación de la representación clásica», convirtiéndose en una representación en su forma pura. Sus planteamientos, sin embargo, han sido analizados y debatidos por otros historiadores del arte en los últimos años.
- Susan Grace Galassi considera que Picasso, mediante la serie, reconoce: «la descreencia del artista moderno en el poder de la pintura para representar plenamente el mundo y para hablar con voz propia, y se lamenta del fin de su propia etapa de producción de obras maestras. La serie formal de estas variaciones, en la que cada obra anula la anterior, presupone la ausencia de certezas.»[75] Para Grace, Picasso se apoya en una calidad básica de la obra de Velázquez, su inestabilidad, en su guion abierto, su ambigüedad. Por eso Picasso analiza la obra, la mira desde múltiples puntos de vista, la multiplica para explicar las decenas de historias que el original esconde.[76]
- Malén Gual, conservadora del Museo Picasso, destaca el proceso de creación de la serie, donde «las dos primeras obras, el dibujo preparatorio y el conjunto número 1 son las más completas. (...) El desarrollo y estudio de los personajes fue posterior, contraviniendo el proceso más frecuente de estudiar las partes para concluir con el todo». Según Gual: «Las diversas versiones de los personajes, en solitario o en grupo y las representaciones de conjunto no son, pues, estudios preparatorios, sino que, independientemente de sus dimensiones o simplicidad, adquieren la misma importancia que el cuadro mayor».[33]
- Julián Gállego, en un artículo publicado en la Revista Goya en 1959, defiende que Picasso se basó en un cuadro de museo que empleó como objeto de análisis, argumentando que todos los grandes maestros, tanto músicos como pintores, lo han hecho a lo largo de la historia. El crítico comenta en su crónica que Picasso se fue cansando progresivamente de la serie, viendo la frecuencia con que empezó pintando y cómo se fue alargando y dilatando durante el otoño. También respeta la opinión de Camón Aznar, quien dice que Picasso «ha retorcido el cuello de la pintura» original, haciéndole un homenaje a Velázquez en el tercer centenario de su nacimiento. Según Robert S. Lubar, Picasso percibió la inestable división entre visualidad y textualidad que constituye uno de los rasgos distintivos de Las Meninas.[77]
- Para André Malraux Las Meninas de Picasso son más un «trabajo demiurgo» que un «trabajo pictórico».[78]
- Josep Palau i Fabre opina que la ciudad de Barcelona está en deuda con el artista a raíz de esta magnífica donación. Para el historiador, Picasso supera en esta serie una crisis personal, ya que en pocos años se había separado de Françoise Gillot (1953), se había enamorado de Jacqueline (1954) y Olga Koklova había muerto (1955). Por eso, «Muchas de Las Meninas de Picasso son Picasso sin el amor, que es como decir que les falta un ingrediente especial. El pintor está, la imaginación está pero a pesar de esto, a veces, él parece ausente de la obra, no encontramos ese calor que suele comunicarnos». Así mismo explica que Picasso atraviesa un laberinto en esta serie.[79]
- Roland Penrose relata que, en una conversación con Picasso, éste le argumentó que Velázquez no está pintando Las Meninas, sino a los reyes, y que las meninas están en el taller observando cómo son retratados los reyes:

Observa y procura descubrir dónde está situado cada uno. Velázquez aparece en el cuadro, pero en realidad debe encontrarse fuera; da la espalda a la infanta, que de entrada diríamos que debe ser su modelo. Está ante una gran tela en la que parece que trabaja, pero nosotros la vemos por detrás y no podemos saber qué pinta. La única explicación es que pinta al rey y a la reina, que sólo se ven reflejados en el espejo del fondo de la sala. (...) Así pues, Velázquez no pinta Las Meninas. Las chicas se han reunido cerca del pintor no para posar, sino para ver este cuadro del rey y la reina, junto a los cuales estamos nosotros.
 Picasso, 1958

- En 2019, el historiador del arte y comisario Valentín Roma dio una charla en el Museo Picasso de Barcelona, dentro del ciclo Miradas sobre la colección, donde planteó que para él la serie de Picasso es una especie de diario de adolescente, donde se recogen saltos desde conceptos intrascendentes hasta estructurales, desde anecdóticos hasta definitorios, y que se encuentran de alguna manera en estas pinturas. «Haciendo este experimento Picasso humanizó la obra maestra de Velázquez, pero aun pudiendo, no destrozó la obra. Es, simplemente, un ejercicio de libertad y de conocimiento», afirmó Roma.[81]
- Rafael Llano publicó en 2014 un ensayo monográfico sobre la serie, titulado: Picasso frente a Velázquez. 'Las meninas' en blanco y negro y color (Mishkin Ediciones, Madrid, 2014). En él analizó la confluencia de la pintura contemporánea de color, desarrollada en Francia a partir de Delacroix y hasta Matisse, con la tradición de la pintura bitonal española, en la que Picasso se había formado. En 1957, cuando Picasso realizó esta serie, el pintor ya dominaba ambos modos de expresión, de los que dio cuenta, primero de manera tentativa, en la serie de 15 variaciones sobre Les femmes d'Alger (1954-55). Luego los desarrolló en todas sus potencialidades frente al cuadro de Velázquez, en 1957. Junto a este problema de color y pintura en blanco y negro, el ensayo analizó las soluciones picassianas al problema del aplanamiento de los volúmenes y espacios, impuestos por la propia condición bidimensional del lienzo, a partir de las soluciones encontradas por Velázquez en Las meninas».[82]

## La serie
| #  | Registro del Museo Picasso | Obra                                                                  | Fecha      | Formato         | Medidas (cm) | Catálogo según Zervos XVII |
| -- | -------------------------- | --------------------------------------------------------------------- | ---------- | --------------- | ------------ | -------------------------- |
| 1  | MPB 70.433                 | Las Meninas (conjunto)                                                | 17/08/1957 | Óleo sobre tela | 194 x 260    | 351                        |
| 2  | MPB 70.434                 | Las Meninas (infanta Margarita María)                                 | 20/08/1957 | Óleo sobre tela | 100 x 81     | 353                        |
| 3  | MPB 70.435                 | Las Meninas (María Agustina Sarmiento)                                | 20/08/1957 | Óleo sobre tela | 46 x 37.5    | 352                        |
| 4  | MPB 70.436                 | Las Meninas (infanta Margarita María)                                 | 21/08/1957 | Óleo sobre tela | 100 x 81     | 356                        |
| 5  | MPB 70.437                 | Las Meninas (infanta Margarita María)                                 | 22/08/1957 | Óleo sobre tela | 33 x 24      | 354                        |
| 6  | MPB 70.438                 | Las Meninas (infanta Margarita María)                                 | 26/08/1957 | Óleo sobre tela | 41 x 32,5    | 357                        |
| 7  | MPB 70.439                 | Las Meninas (infanta Margarita María)                                 | 27/08/1957 | Óleo sobre tela | 40,5 x 33    | 355                        |
| 8  | MPB 70.440                 | Las Meninas (infanta Margarita María)                                 | 27/08/1957 | Óleo sobre tela | 33 x 24      | 361                        |
| 9  | MPB 70.441                 | Las Meninas (infanta Margarita María)                                 | 27/08/1957 | Óleo sobre tela | 33 x 24      | 359                        |
| 10 | MPB 70.442                 | Las Meninas (infanta Margarita María)                                 | 28/08/1957 | Óleo sobre tela | 18 x 14      | 358                        |
| 11 | MPB 70.443                 | Las Meninas (infanta Margarita María)                                 | 28/08/1957 | Óleo sobre tela | 18 x 14      | 360                        |
| 12 | MPB 70.444                 | Las Meninas (infanta Margarita María)                                 | 04/09/1957 | Óleo sobre tela | 35 x 27      | 365                        |
| 13 | MPB 70.445                 | Las Meninas (composición central)                                     | 04/09/1957 | Óleo sobre tela | 35 x 27      | 363                        |
| 14 | MPB 70.446                 | Las Meninas (conjunto)                                                | 04/09/1957 | Óleo sobre tela | 46 x 37,5    | 364                        |
| 15 | MPB 70.447                 | Las Meninas (infanta Margarita María)                                 | 05/09/1957 | Óleo sobre tela | 35 x 27      | 366                        |
| 16 | MPB 70.448                 | Las Meninas (infanta Margarita María)                                 | 06/09/1957 | Óleo sobre tela | 41 x 32,5    | 367                        |
| 17 | MPB 70.449                 | Las Meninas (infanta Margarita María)                                 | 06/09/1957 | Óleo sobre tela | 46 x 37,5    | 362                        |
| 18 | MPB 70.450                 | Los palomos                                                           | 06/09/1957 | Óleo sobre tela | 100 x 80     | 394                        |
| 19 | MPB 70.451                 | Los palomos                                                           | 06/09/1957 | Óleo sobre tela | 100 x 80     | 395                        |
| 20 | MPB 70.452                 | Los palomos                                                           | 07/09/1957 | Óleo sobre tela | 33 x 24      | 398                        |
| 21 | MPB 70.453                 | Los palomos                                                           | 07/09/1957 | Óleo sobre tela | 100 x 80     | 396                        |
| 22 | MPB 70.454                 | Los palomos                                                           | 07/09/1957 | Óleo sobre tela | 80 x 100     | No catalogado              |
| 23 | MPB 70.455                 | Los palomos                                                           | 11/09/1957 | Óleo sobre tela | 129 x 97     | 397                        |
| 24 | MPB 70.456                 | Los palomos                                                           | 14/09/1957 | Óleo sobre tela | 100 x 80     | 399                        |
| 25 | MPB 70.457                 | Los palomos                                                           | 12/09/1957 | Óleo sobre tela | 100 x 80     | 400                        |
| 26 | MPB 70.458                 | Los palomos                                                           | 12/09/1957 | Óleo sobre tela | 145 x 113    | 401                        |
| 27 | MPB 70.459                 | Las Meninas (infanta Margarita María)                                 | 14/09/1957 | Óleo sobre tela | 100 x 81     | 368                        |
| 28 | MPB 70.460                 | Las Meninas (conjunto sin Velázquez)                                  | 15/09/1957 | Óleo sobre tela | 129 x 161    | 369                        |
| 29 | MPB 70.461                 | Las Meninas (María Agustina Sarmiento y la infanta Margarita María)   | 17/09/1957 | Óleo sobre tela | 32,5 x 41    | 371                        |
| 30 | MPB 70.462                 | Las Meninas (conjunto sin Velázquez)                                  | 17/09/1957 | Óleo sobre tela | 129 x 161    | 370                        |
| 31 | MPB 70.463                 | Las Meninas (conjunto)                                                | 18/09/1957 | Óleo sobre tela | 129 x 161    | 372                        |
| 32 | MPB 70.464                 | Las Meninas (conjunto)                                                | 19/09/1957 | Óleo sobre tela | 161 x 129    | 373                        |
| 33 | MPB 70.465                 | Las Meninas (conjunto)                                                | 02/10/1957 | Óleo sobre tela | 161 x 129    | 374                        |
| 34 | MPB 70.466                 | Las Meninas (conjunto)                                                | 03/10/1957 | Óleo sobre tela | 129 x 161    | 375                        |
| 35 | MPB 70.467                 | Las Meninas (Isabel de Velasco)                                       | 09/10/1957 | Óleo sobre tela | 65 x 54      | 377                        |
| 36 | MPB 70.468                 | Las Meninas (María Agustina Sarmiento)                                | 09/10/1957 | Óleo sobre tela | 65 x 54      | 376                        |
| 37 | MPB 70.469                 | Las Meninas (María Agustina Sarmiento y la infanta Margarita María)   | 10/10/1957 | Óleo sobre tela | 92 x 73      | 379                        |
| 38 | MPB 70.470                 | Las Meninas (María Agustina Sarmiento)                                | 10/10/1957 | Óleo sobre tela | 73 x 55      | 378                        |
| 39 | MPB 70.471                 | Las Meninas (María Agustina Sarmiento)                                | 10/10/1957 | Óleo sobre tela | 115 x 89     | 380                        |
| 40 | MPB 70.472                 | El Piano                                                              | 17/10/1957 | Óleo sobre tela | 130 x 96     | 404                        |
| 41 | MPB 70.473                 | Las Meninas (Nicolasito Pertusato)                                    | 24/10/1957 | Óleo sobre tela | 61 x 50      | 382                        |
| 42 | MPB 70.474                 | Las Meninas (Isabel de Velasco, María Bárbola y Nicolasito Pertusato) | 24/10/1957 | Óleo sobre tela | 130 x 96     | 383                        |
| 43 | MPB 70.475                 | Las Meninas (Isabel de Velasco, María Bárbola y Nicolasito Pertusato) | 24/10/1957 | Óleo sobre tela | 130 x 96     | 384                        |
| 44 | MPB 70.476                 | Las Meninas (Isabel de Velasco, María Bárbola y Nicolasito Pertusato) | 24/10/1957 | Óleo sobre tela | 130 x 96     | 381                        |
| 45 | MPB 70.477                 | Las Meninas (Isabel de Velasco y María Bárbola)                       | 08/11/1957 | Óleo sobre tela | 130 x 96     | 385                        |
| 46 | MPB 70.478                 | Las Meninas (infanta Margarita María y Isabel de Velasco)             | 15/11/1957 | Óleo sobre tela | 130 x 96     | 386                        |
| 47 | MPB 70.479                 | Las Meninas (conjunto sin Velázquez)                                  | 15/11/1957 | Óleo sobre tela | 130 x 96     | 387                        |
| 48 | MPB 70.480                 | Las Meninas (conjunto sin Velázquez ni María Bárbola)                 | 17/11/1957 | Óleo sobre tela | 35 x 27      | 388                        |
| 49 | MPB 70.481                 | Las Meninas (María Agustina Sarmiento)                                | 17/11/1957 | Óleo sobre tela | 24 x 19      | 389                        |
| 50 | MPB 70.482                 | Las Meninas (Isabel de Velasco)                                       | 17/11/1957 | Óleo sobre tela | 24 x 19      | 392                        |
| 51 | MPB 70.483                 | Las Meninas (Isabel de Velasco)                                       | 17/11/1957 | Óleo sobre tela | 27 x 22      | 393                        |
| 52 | MPB 70.484                 | Las Meninas (Isabel de Velasco)                                       | 17/11/1957 | Óleo sobre tela | 24 x 19      | 390                        |
| 53 | MPB 70.485                 | Las Meninas (Isabel de Velasco y Nicolasito Pertusato)                | 17/11/1957 | Óleo sobre tela | 24 x 19      | 391                        |
| 54 | MPB 70.486                 | Paisaje                                                               | 02/12/1957 | Óleo sobre tela | 14 x 17,5    | 407                        |
| 55 | MPB 70.487                 | Paisaje                                                               | 02/12/1957 | Óleo sobre tela | 14 x 18      | 406                        |
| 56 | MPB 70.488                 | Paisaje                                                               | 02/12/1957 | Óleo sobre tela | 16 x 22      | 405                        |
| 57 | MPB 70.489                 | Retrato de Jacqueline                                                 | 03/12/1957 | Óleo sobre tela | 116 x 89     | 408                        |
| 58 | MPB 70.490                 | Las Meninas (Isabel de Velasco)                                       | 30/12/1957 | Óleo sobre tela | 33 x 24      | 444                        |

## Exposiciones
La serie se ha mostrado en todo su conjunto en las siguientes exposiciones:
- 1959 - Les Menines, Galería Louise Leiris, París. Del 22 de mayo al 26 de junio.
- 1960 - Picasso, Tate Gallery, Londres. Del 6 de julio al 18 de septiembre.
- 1964 - Pablo Picasso. Exhibition Japan 1964, Museo Nacional de Arte Moderno de Tokio, Japón. Del 23 de mayo al 5 de julio.
- 1964 - Pablo Picasso. Exhibition Japan 1964, Museo Nacional de Arte Moderno de Kyoto, Japón. Del 10 de julio al 2 de agosto.
- 1964 - Pablo Picasso. Exhibition Japan 1964, Museo de Arte de la Prefectura de Nagoya, Japón. Del 7 de agosto al 18 de agosto.
- 1966-1967 - Hommage à Pablo Picasso, Grand Palais, París. Del 19 de noviembre al 12 de febrero.[25]
- 1967 - Stedelijk Museum Ámsterdam. Del 4 de marzo al 30 de abril.[84][85]
- 1968 - Exposición Permanente Museo Picasso de Barcelona.
- 2008 - Oblidant Velázquez: Entre el 16 de mayo y el 28 de septiembre de 2008 se realizó una exposición en el Museo Picasso de Barcelona donde se explicaba la influencia de la obra de Velázquez y Picasso en otros artistas contemporáneos, que tenía como eje central a Las Meninas. En la exposición, dividida en dos secciones, se pudo ver obras de pintores del siglo XVII español, como Velázquez, Carreño o Mazo, y algunas de Las Meninas de Picasso al lado de producciones más contemporáneas, con obras de artistas como Francisco de Goya, Michael Craig-Martin, Josep Maria Sert, Richard Hamilton, Thomas Struth o el Equipo Crónica, entre otros.

En ocasiones, varias obras de la serie han formado parte de otras exposiciones. Aquí se detallan las más relevantes:

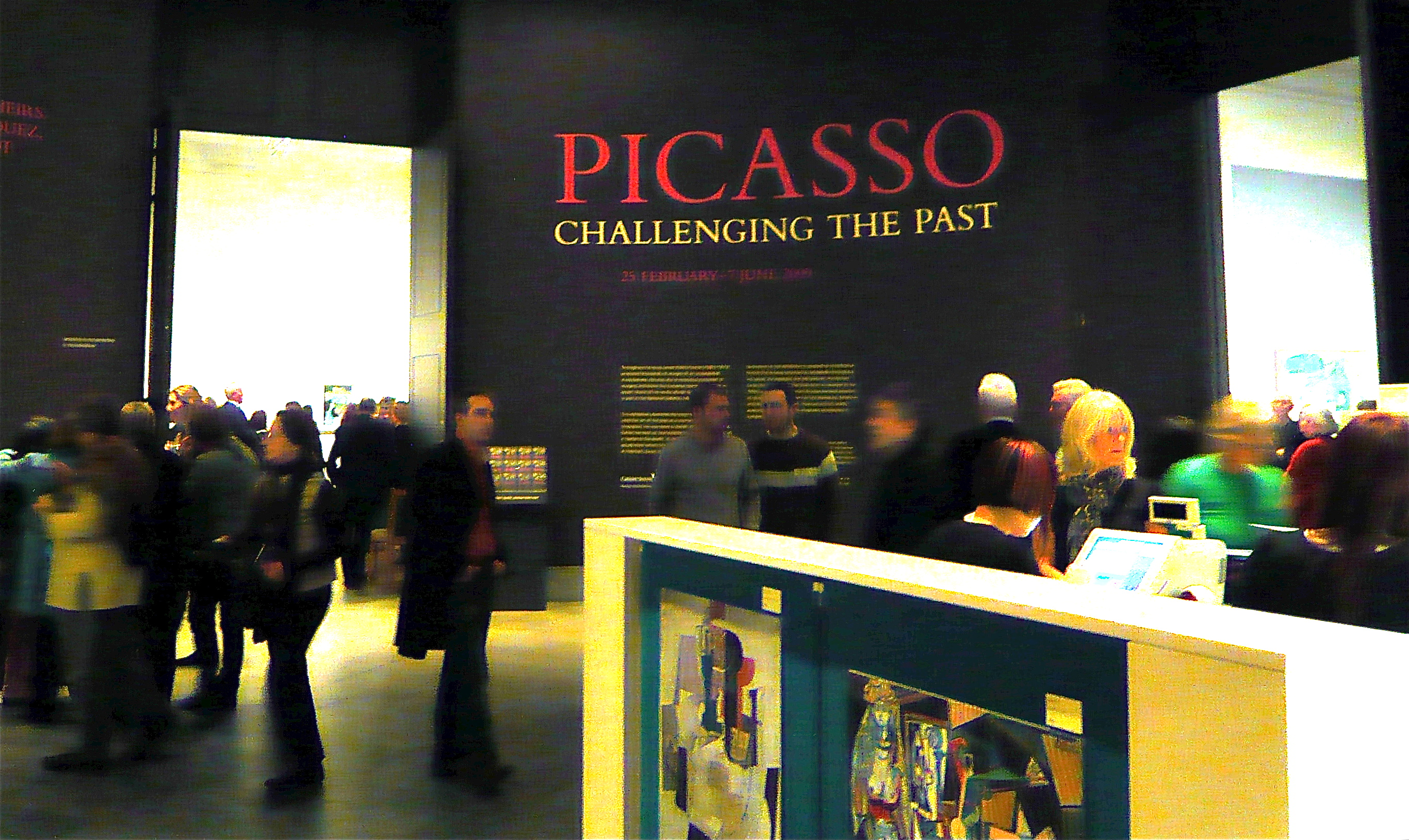
Picasso: Challenging the past, en la National Gallery, Londres donde se mostraron algunes obras de la serie Las Meninas de Picasso.

- 1980 - Picasso: A Retrospective, MoMA, Nueva York. Del 22 de mayo al 16 de septiembre.[86]
- 1981 - Picasso 1881-1973. Exposición Antológica, Museo Español de Arte Contemporáneo, Madrid. Los meses de noviembre y diciembre.[87]
- 1985 - La peinture après 1940. Stedelijk Museum, Ámsterdam. Del 14 de diciembre al 14 de abril de 1985.
- 1985 - Picasso, Miró, Dalí. Palais des Beaux-Arts de Charleroi, Charleroi (Bélgica). Del 25 de septiembre al 22 de diciembre.
- 1988 - Picasso en la Unión Soviética. Museo Pushkin, Moscú. Del 30 de noviembre al 31 de enero de 1989.
- 2006 - Picasso. Tradición y vanguardia. Museo Nacional del Prado, Madrid. Del 5 de junio al 10 de septiembre.
- 2008 - Picasso et les Maîtres. Grand Palais, París. Del 6 de octubre al 2 de febrero de 2009.
- 2009 - Picasso: Challenging the past. National Gallery, Londres. Del 25 de febrero al 7 de junio.[88]
- 2010 - Picasso: Peace and Freedom. Tate Liverpool, Liverpool. Del 21 de mayo al 30 de agosto.
- 2018- Museo del Prado 1819-2019. Un lugar de memoria. Museo del Prado, Madrid. Del 19 de noviembre al 10 de marzo de 2019.

## El impacto en Braun-Vega
Para el pintor peruano Herman Braun-Vega, el descubrimiento de la serie Las Meninas en el Museo Picasso de Barcelona en 1968 supuso un auténtico shock. Así que, a su regreso a París, decidió inmediatamente hacer su propia serie sobre Las Meninas en el mismo tiempo que Picasso había tardado en pintar las suyas. Fue, explica, su forma de «matar al padre». La serie titulada Velázquez al desnudo acompañado de las Meninas en 53 Cuadros se expuso en 1969 en la galería 9 de París. Se trata de un estudio cinemático de los momentos que presuntamente precedieron a la pose fijada por Velázquez. La crítica parisina está conquistada. Esto marcó el comienzo de una metamorfosis en la obra de Braun-Vega. Gracias a Picasso, se dio cuenta de que no hay que temer “hacer suya la obra de los demás”. A partir de entonces, las referencias a la historia del arte se hicieron casi sistemáticas en su pintura. El principal políptico de la serie, compuesto por 17 paneles, uno central de 2 × 2 m y dieciséis de 1 × 1 m, se encuentra en el Museo de Antioquia, en Medellín (Colombia). Otras obras de esta serie se encuentran en el Museo de Arte Blanton en Austin, Texas. Al año siguiente, Braun-Vega reunió a Picasso y Velázquez en un cuadro titulado Los invitados sobre la hierba. Este cuadro, cuya composición está inspirada a la vez en Las Meninas de Velázquez y en El almuerzo sobre la hierba de Manet, que Picasso también utilizó para otra serie, forma parte de la colección del Museo de Arte Moderno de París. Braun-Vega seguía haciendo numerosas referencias a Las Meninas de Velázquez, pero se notará en particular esta referencia directa a Las Meninas de Picasso en el cuadro Juan Pareja reemprendiendo Las Meninas después de Picasso (Velázquez) realizado en 2000.